# خانه باغانی
خانه باغانی مربوط به دوره قاجار است و در سبزوار، خیابان مدرس، مدرس ۱ واقع شده و این اثر در تاریخ ۱۶ شهریور ۱۳۸۳ با شمارهٔ ثبت ۱۱۰۷۳ به‌عنوان یکی از آثار ملی ایران به ثبت رسیده است.